# Liste der Biografien/Fox
Liste der Biografien |
Portal Biografien |
Personensuche
# |
A |
B |
C |
D |
E |
F |
G |
H |
I |
J |
K |
L |
M |
N |
O |
P |
Q |
R |
S |
T |
U |
V |
W |
X |
Y |
Z |
?
 
Fa |
Fe |
Ff |
Fh |
Fi |
Fj |
Fk |
Fl |
Fm |
Fn |
Fo |
Fr |
Ft |
Fu |
Fy
 
Foa |
Fob |
Foc |
Fod |
Foe |
Fof |
Fog |
Foh |
Foi |
Foj |
Fok |
Fol |
Fom |
Fon |
Foo |
Fop |
For |
Fos |
Fot |
Fou |
Fov |
Fow |
Fox |
Foy |
Foz
Die Liste der Biografien führt alle Personen auf, die in der deutschsprachigen Wikipedia einen Artikel haben. Dieses ist eine Teilliste mit 232 Einträgen von Personen, deren Namen mit den Buchstaben „Fox“ beginnt.

## Fox
- Fox Talbot, Constance (1811–1880), englische Künstlerin
- Fox, A. Gardner (1912–1992), US-amerikanischer Physiker und Erfinder
- Fox, Aaron (* 1976), US-amerikanischer Eishockeyspieler
- Fox, Adam (1883–1977), britischer Dichter und Dean of Divinity (Dekan der Theologie) am Magdalen College
- Fox, Adam (* 1998), US-amerikanischer Eishockeyspieler
- Fox, Aidra (* 1995), US-amerikanische PornodarstellerinAidra Fox (* 1995)

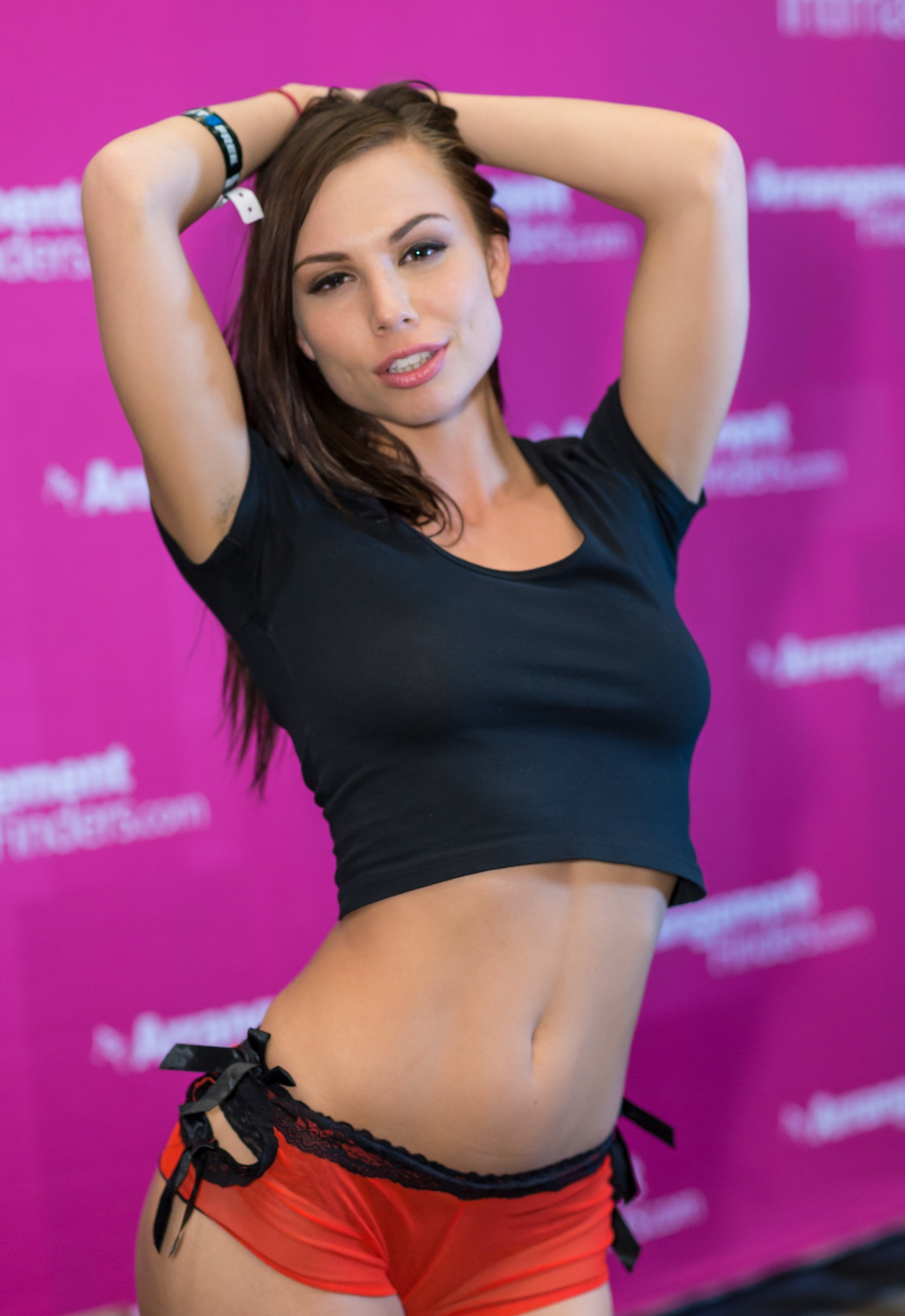
Aidra Fox (* 1995)

- Fox, Aileen (1907–2005), britische Archäologin
- Fox, Alan (1920–2002), britischer Industrial-Relations-Experte und Industriesoziologe
- Fox, Alicia (* 1986), US-amerikanisches Model und Wrestlerin
- Fox, Andrew F. (1849–1926), US-amerikanischer Jurist und Politiker
- Fox, Angela (* 1976), US-amerikanische Komponistin, Sängerin, Chordirigentin, Tänzerin und Choreographin
- Fox, Anselmo (* 1964), Schweizer Bildhauer
- Fox, Ansley H. (1875–1948), US-amerikanischer Unternehmer
- Fox, Arthur (1878–1958), US-amerikanischer Fechter
- Fox, Ashley, US-amerikanische Filmproduzentin
- Fox, Ashley (* 1969), britischer Politiker (Conservative Party), MdEP
- Fox, Audrey Ellis, US-amerikanische Schauspielerin und Filmschaffende
- Fox, Bernard (1927–2016), walisischer Schauspieler
- Fox, Bernard (* 1951), nordirischer politischer Aktivist, Mitglied der IRA
- Fox, Bertil (* 1951), Bodybuilder und verurteilter Mörder
- Fox, Billy (1939–1974), irischer Politiker (Fine Gael)
- Fox, Brian (* 1959), US-amerikanischer Softwareentwickler
- Fox, Candice (* 1980), australische Kriminalschriftstellerin
- Fox, Carol (* 1956), US-amerikanische Eiskunstläuferin
- Fox, Cassandra (* 1982), britische Popsängerin
- Fox, Catherine (* 1977), US-amerikanische Schwimmerin
- Fox, Charles (1810–1874), englischer Bauingenieur, Unternehmer, Eisenbahningenieur und Konstrukteur des Kristallpalastes 1851
- Fox, Charles (1897–1977), britisch-kanadischer Mathematiker
- Fox, Charles, US-amerikanischer Jazzpianist der Bebop-Ära
- Fox, Charles (* 1940), US-amerikanischer Filmkomponist und Songwriter
- Fox, Charles James (1749–1806), britischer Staatsmann und Redner
- Fox, Charlotte (1957–2018), US-amerikanische Bergsteigerin
- Fox, Chloë (* 1971), australische Politikerin
- Fox, Chris, Baron Fox (* 1957), britischer Politiker (Liberal Democrats) und Peer
- Fox, Christopher (* 1955), englischer Komponist
- Fox, Colin (1938–2025), kanadischer Schauspieler und Sprecher
- Fox, Colin (* 1959), schottischer Politiker
- Fox, Dana (* 1976), US-amerikanische Drehbuchautorin und Filmproduzentin
- Fox, Dane (* 1993), kanadischer Eishockeyspieler
- Fox, Danny (* 1986), schottischer Fußballspieler
- Fox, David (* 1950), amerikanischer Multimedia-Produzent
- Fox, David (* 1971), US-amerikanischer Schwimmer
- Fox, Davina Chanel (* 1997), deutsche Schauspielerin
- Fox, De’Aaron (* 1997), US-amerikanischer BasketballspielerDe’Aaron Fox (* 1997)

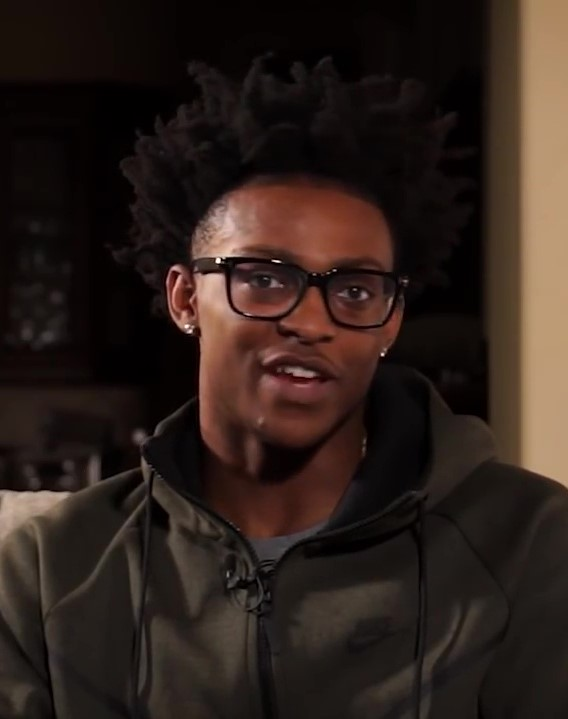
De’Aaron Fox (* 1997)

- Fox, Dieter (* 1966), deutscher Informatiker
- Fox, Donal (* 1952), US-amerikanischer Pianist und Komponist
- Fox, Douglas (1840–1921), britischer Eisenbahnpionier, Brücken- und Tunnelbauingenieur
- Fox, E. Phillips (1865–1915), australischer Maler und Kunstlehrer
- Fox, Edward (* 1937), britischer SchauspielerEdward Fox (* 1937)

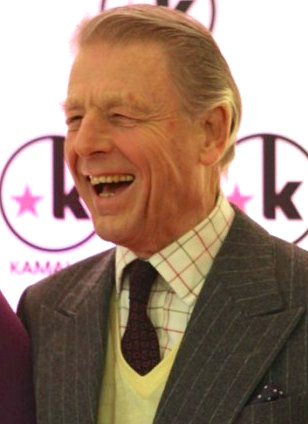
Edward Fox (* 1937)

- Fox, Elio (* 1986), US-amerikanischer Pokerspieler
- Fox, Eliza Bridell († 1903), britische Malerin, Schriftstellerin und Spiritistin
- Fox, Elyar (* 1995), britischer Popsänger
- Fox, Emilia (* 1974), britische Schauspielerin
- Fox, Emily (* 1998), US-amerikanische Fußballspielerin
- Fox, Eugen (1911–1988), deutscher Lyriker und Fotograf
- Fox, Eytan (* 1964), israelischer Regisseur
- Fox, Felicia (* 1974), US-amerikanische Pornodarstellerin
- Fox, Felix (* 1999), US-amerikanisch-französischer Pornodarsteller
- Fox, Fernand (1934–2024), luxemburgischer Schauspieler
- Fox, Francine (* 1949), US-amerikanische Kanutin
- Fox, Francis (1939–2024), kanadischer Politiker und Rechtsanwalt
- Fox, Frank (1902–1965), österreichischer Kapellmeister und Filmkomponist
- Fox, Fred (1884–1949), britischer Regieassistent und Filmschauspieler
- Fox, Fred S. (1915–2005), US-amerikanischer Drehbuchautor und Gag-Schreiber
- Fox, Freddie (* 1989), britischer Film- und TheaterschauspielerFreddie Fox (* 1989)

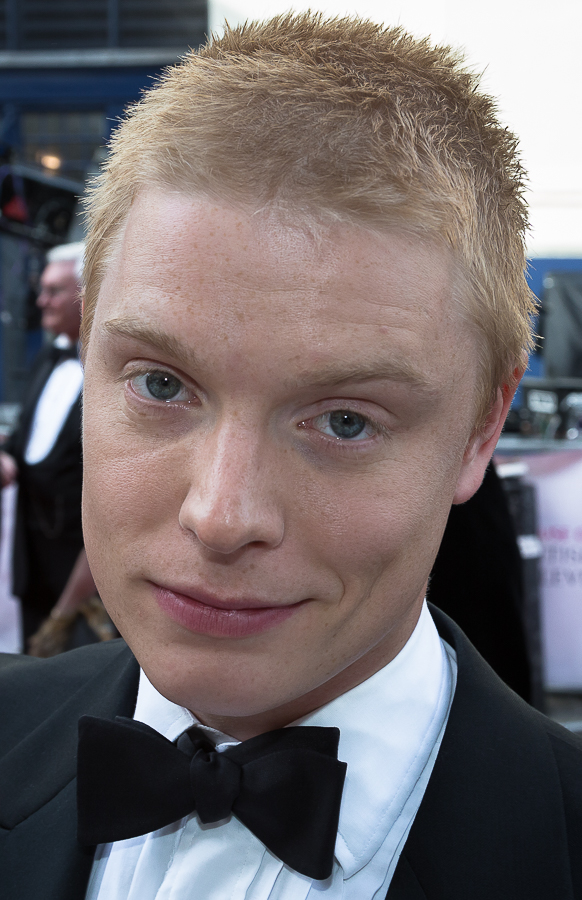
Freddie Fox (* 1989)

- Fox, Frederick (1931–2011), US-amerikanischer Komponist und Musikpädagoge
- Fox, Gabriella (* 1989), US-amerikanische Pornodarstellerin
- Fox, Gardner (1911–1986), US-amerikanischer Comic- und Science-Fiction- und Fantasyautor
- Fox, Gemma, britische Grime-Musikerin
- Fox, Geoffrey C. (* 1944), britisch-amerikanischer Physiker
- Fox, Georg (* 1949), deutscher Schriftsteller
- Fox, George (1624–1691), Freier Prediger und Gründervater der Quäker
- Fox, George Henry (1846–1937), US-amerikanischer Hautarzt
- Fox, Gordon D. (* 1961), US-amerikanischer Politiker
- Fox, Grant (* 1962), neuseeländischer Rugby-Union-Spieler
- Fox, Greg (* 1953), kanadischer Eishockeyspieler
- Fox, Hannah Jane (* 1976), englische Schauspielerin und Musical-Darstellerin
- Fox, Harold Munro (1889–1967), britischer Zoologe
- Fox, Helmut (1930–1998), deutscher katholischer Theologe und Religionspädagoge
- Fox, Herbert (1903–1993), deutscher Bergingenieur und Wirtschaftsführer
- Fox, Huckleberry (1974–2024), US-amerikanischer Schauspieler
- Fox, Jack (* 1985), britischer Schauspieler
- Fox, Jackie (* 1959), US-amerikanische Rockmusikerin
- Fox, Jacob (* 1984), US-amerikanischer Mathematiker
- Fox, James (1789–1859), britischer Werkzeugmaschinenhersteller
- Fox, James (* 1939), britischer SchauspielerJames Fox (* 1939)

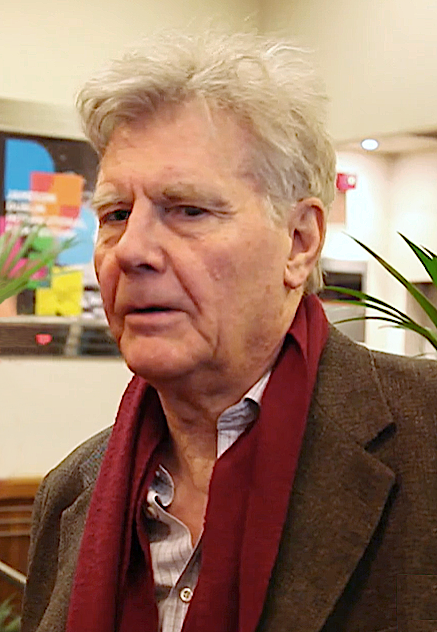
James Fox (* 1939)

- Fox, James (* 1976), britischer Sänger, Songschreiber, Pianist und Gitarrist
- Fox, Jennifer, US-amerikanische Filmproduzentin
- Fox, Jeremy (1941–2023), britischer Olympiasieger im Modernen Fünfkampf
- Fox, Jessica (* 1983), britische Schauspielerin
- Fox, Jessica (* 1994), australische Kanutin
- Fox, Jim (* 1960), kanadischer Eishockeyspieler, -funktionär und Sportkommentator
- Fox, Joanne (* 1979), australische Wasserballspielerin
- Fox, Joe (1931–1981), irischer Politiker
- Fox, Johannes M. (1938–2021), deutscher Neurologe und Hochschullehrer
- Fox, John (1835–1914), US-amerikanischer Politiker

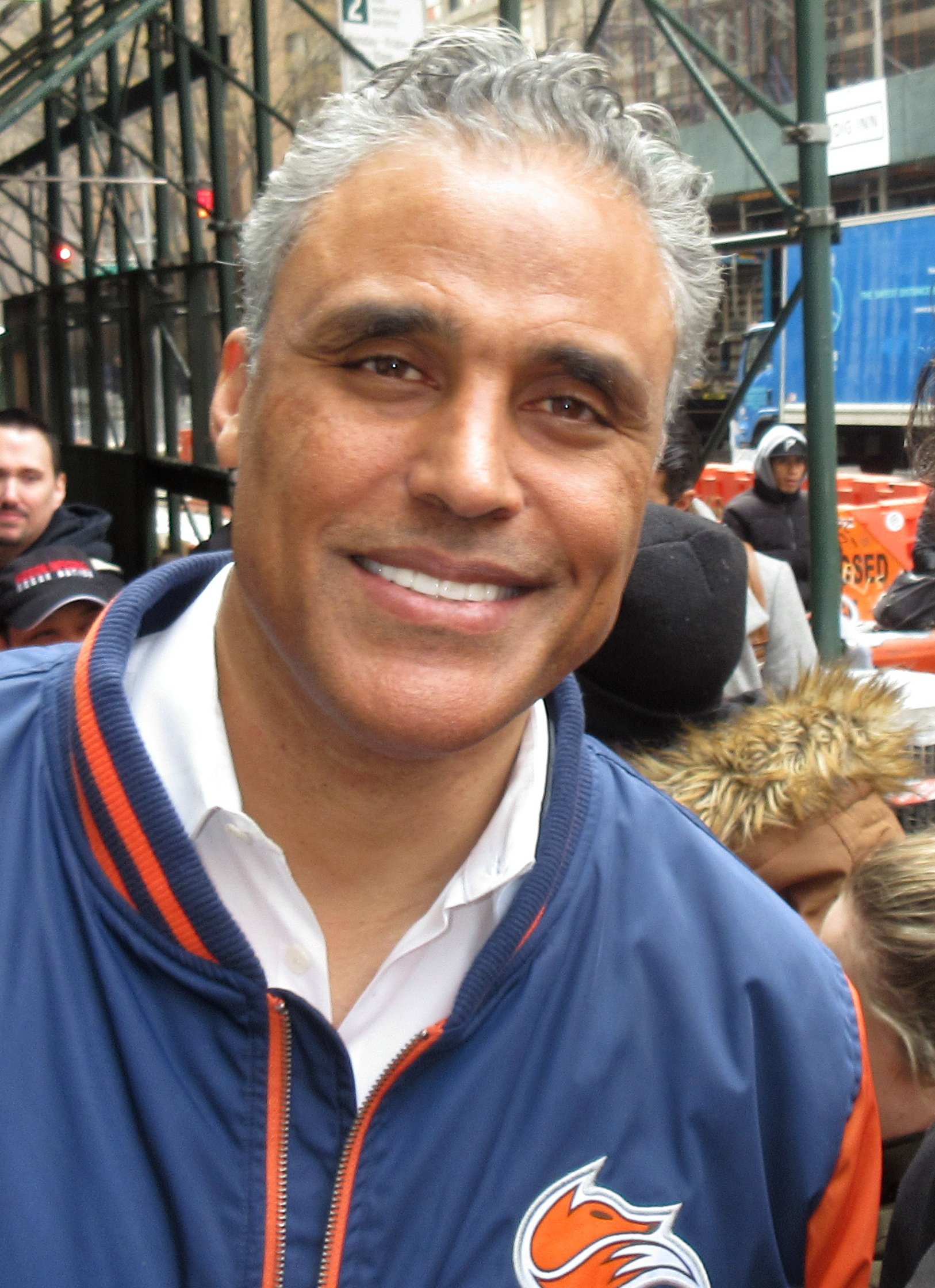
Rick Fox (* 1969)

- Fox, John (* 1955), US-amerikanischer Football-Spieler und aktueller Football-Trainer
- Fox, John junior (1862–1919), US-amerikanischer Schriftsteller
- Fox, Johnny (1948–1995), irischer Politiker
- Fox, Jon D. (1947–2018), US-amerikanischer Politiker
- Fox, Jorja (* 1968), US-amerikanische Schauspielerin und FilmproduzentinJorja Fox (* 1968)

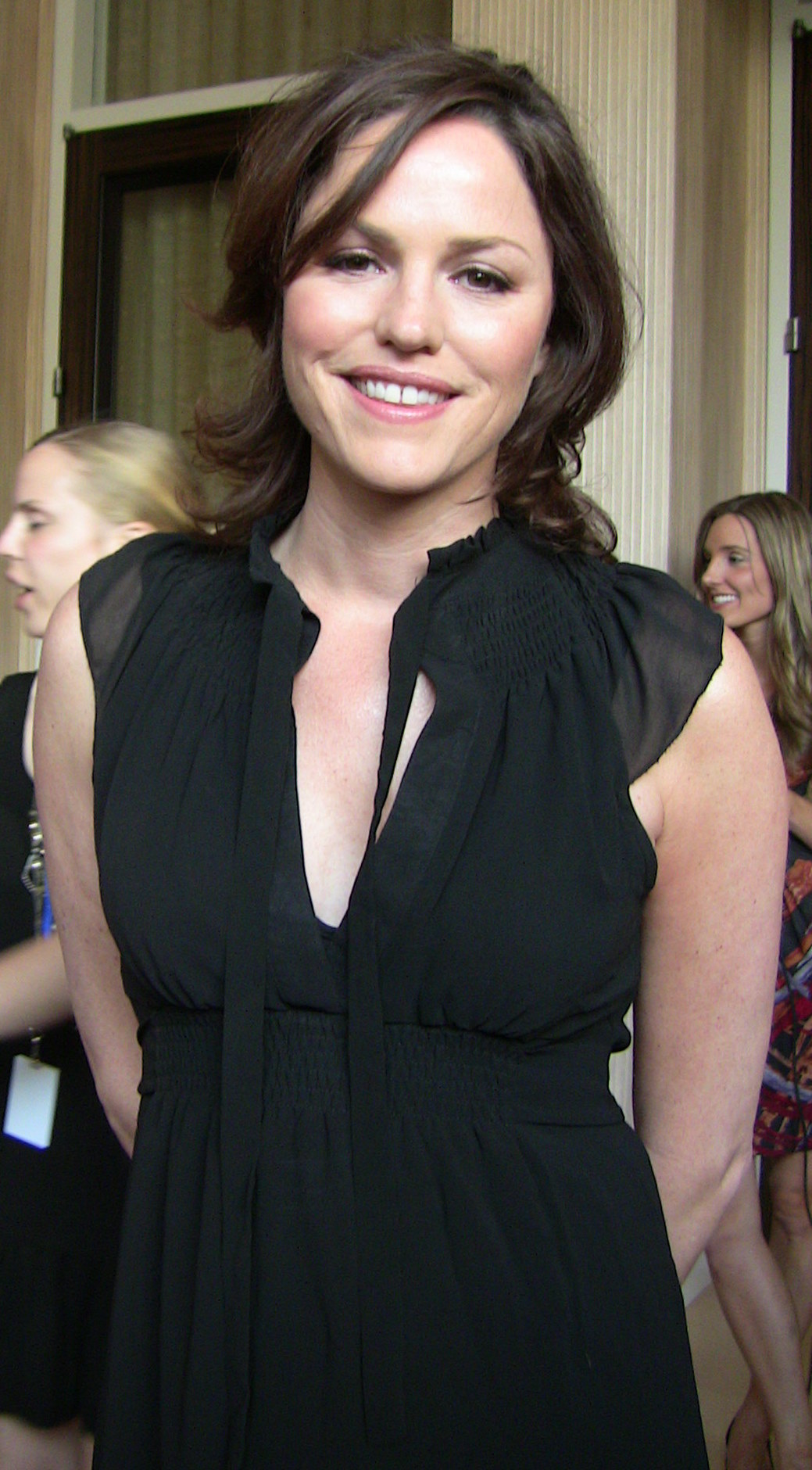
Jorja Fox (* 1968)

- Fox, Joseph John (1855–1915), US-amerikanischer Geistlicher, Bischof von Green Bay
- Fox, Josh (* 1972), US-amerikanischer Filmproduzent, Filmregisseur und Drehbuchautor für Dokumentarfilme
- Fox, Julia (* 1990), italienisch-US-amerikanische Schauspielerin
- Fox, Katharina (* 1996), deutsche Radrennfahrerin
- Fox, Katia (* 1964), deutsche Autorin
- Fox, Keelin, irische Badmintonspielerin
- Fox, Kerry (* 1966), neuseeländische Schauspielerin
- Fox, Laurence (* 1978), britischer Film- und Theaterschauspieler
- Fox, Liam (* 1961), britischer Politiker, Mitglied des House of Commons
- Fox, Liam (* 1984), schottischer Fußballspieler und -trainer
- Fox, Luke (1586–1635), englischer Entdecker
- Fox, Marama, neuseeländische Politikerin der Māori Party
- Fox, Marta (* 1952), polnische Lyrikerin, Romanautorin und Essayistin
- Fox, Mary (1798–1864), illegitime Tochter von Wilhelm IV. (Vereinigtes Königreich)
- Fox, Marye Anne (1947–2021), US-amerikanische Chemikerin (Physikalische Organische Chemie), Präsidentenberaterin und Universitäts-Administratorin
- Fox, Matthew (* 1940), US-amerikanischer Priester und Theologe
- Fox, Matthew (* 1966), US-amerikanischer Schauspieler
- Fox, Megan (* 1986), US-amerikanische Schauspielerin
- Fox, Mem (* 1946), australische Schriftstellerin und Erziehungswissenschaftlerin
- Fox, Michael (1921–1996), US-amerikanischer Schauspieler
- Fox, Michael C. (* 1989), britischer Schauspieler und Musiker
- Fox, Michael J. (* 1961), kanadischer FilmschauspielerMichael J. Fox (* 1961)

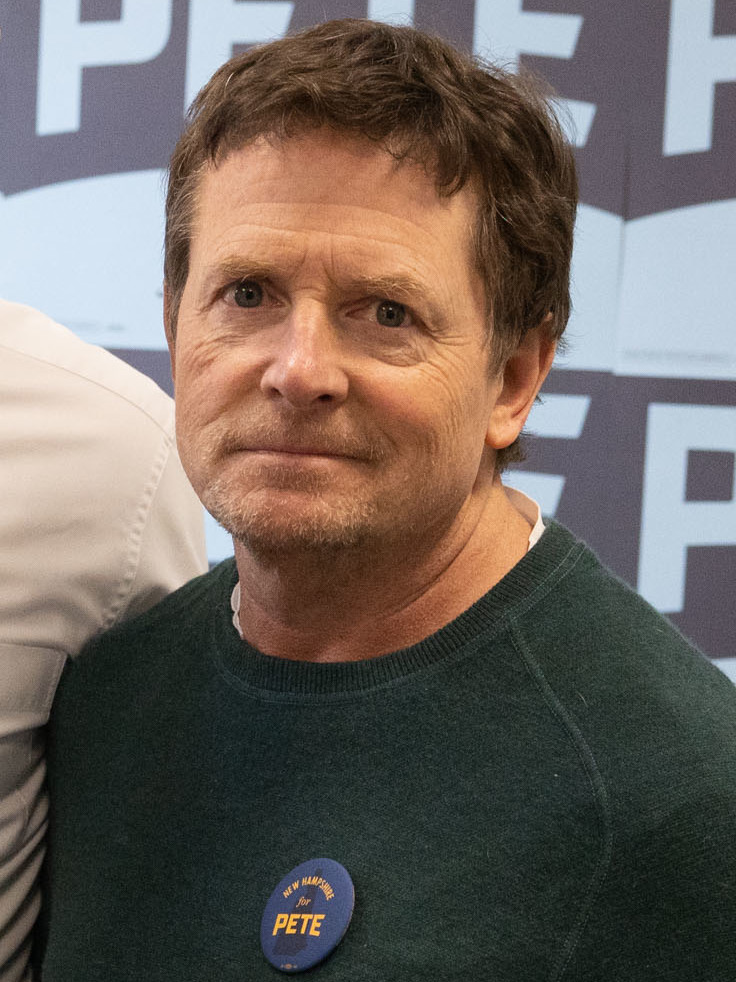
Michael J. Fox (* 1961)

- Fox, Mildred (* 1971), irische Politikerin
- Fox, Mimi (* 1956), US-amerikanische Jazzmusikerin
- Fox, Miranda J. (* 1989), deutsche Schriftstellerin
- Fox, Morgan (* 1974), irischer Radrennfahrer, Sportlicher Leiter und Teammanager
- Fox, Nate (1977–2014), US-amerikanischer Basketballspieler
- Fox, Nellie (1927–1975), US-amerikanischer Baseballspieler
- Fox, Nicole Arianna (* 1991), US-amerikanisches Model und Schauspielerin
- Fox, Nikolaus (1899–1946), deutscher Lehrer und saarländischer Volkskundler und Dichter
- Fox, Noemie (* 1997), australische Kanutin
- Fox, Noosha (* 1944), australisch-britische Sängerin
- Fox, Oliver (1885–1949), britischer Schriftsteller von Kurzgeschichten und Lyrik und Parapsychologe
- Fox, Paul S. (1898–1972), US-amerikanischer Szenenbildner beim Film
- Fox, Paula (1923–2017), US-amerikanische Schriftstellerin
- Fox, Peter (1921–1989), kanadischer Politiker (Manitoba)
- Fox, Peter (* 1971), deutscher Reggae- und Hip-Hop-MusikerPeter Fox (* 1971)

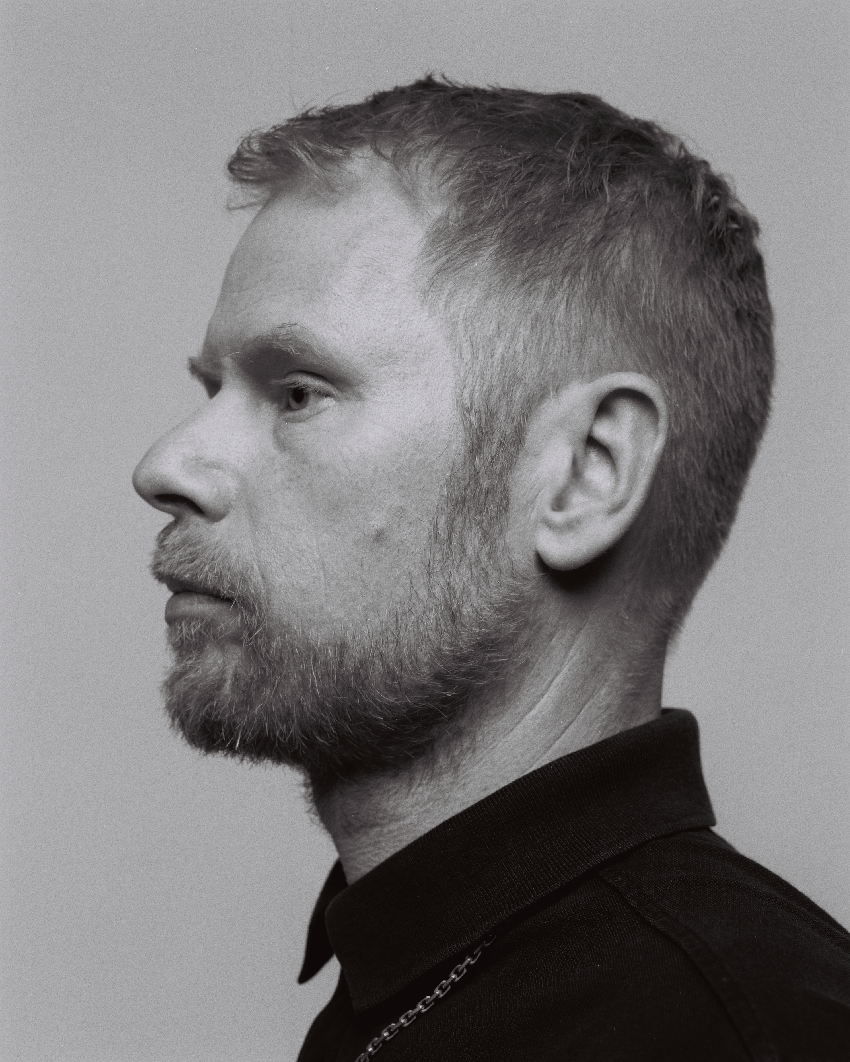
Peter Fox (* 1971)

- Fox, Philip (1878–1944), US-amerikanischer Astronom
- Fox, Phoebe (* 1987), britische Schauspielerin
- Fox, Phyllis (1923–2017), US-amerikanische Informatikerin und Mathematikerin
- Fox, Rachel G. (* 1996), US-amerikanische Schauspielerin, Sängerin, Musikerin und Synchronsprecherin
- Fox, Ralph (1913–1973), US-amerikanischer Mathematiker
- Fox, Ralph Winston (1900–1936), britischer Historiker und Schriftsteller
- Fox, Ray Errol (* 1939), US-amerikanischer Journalist, Liedtexter und Filmproduzent
- Fox, Rayni (* 1956), US-amerikanische Tennisspielerin
- Fox, Renée C. (1928–2020), US-amerikanische Medizinsoziologin
- Fox, Richard († 1528), englischer Humanist, Staatsmann und Bischof
- Fox, Richard (* 1960), britischer Kanute und Funktionär
- Fox, Rick (* 1969), kanadischer BasketballspielerRick Fox (* 1969)
- Fox, Rik (* 1955), US-amerikanischer Bassist
- Fox, Robert (* 1938), britischer Wissenschaftshistoriker
- Fox, Robert (* 1952), britischer Film- und Theaterproduzent
- Fox, Robin (1913–1971), britischer Schauspielagent
- Fox, Roy (1901–1982), US-amerikanischer Bandleader und Kornettist
- Fox, Ruby (* 1945), US-amerikanische Sportschützin
- Fox, Ruel (* 1968), montserratischer Fußballspieler und -trainer
- Fox, Sabrina (* 1958), deutsche Autorin und Fernsehmoderatorin
- Fox, Sally Cherniavsky (1929–2006), US-amerikanische Fotografin und Herausgeberin
- Fox, Sam (1929–2024), US-amerikanischer Unternehmer und ehemaliger Diplomat
- Fox, Samantha (1951–2020), US-amerikanische Pornodarstellerin
- Fox, Samantha (* 1966), britische Sängerin und FotomodellSamantha Fox (* 1966)

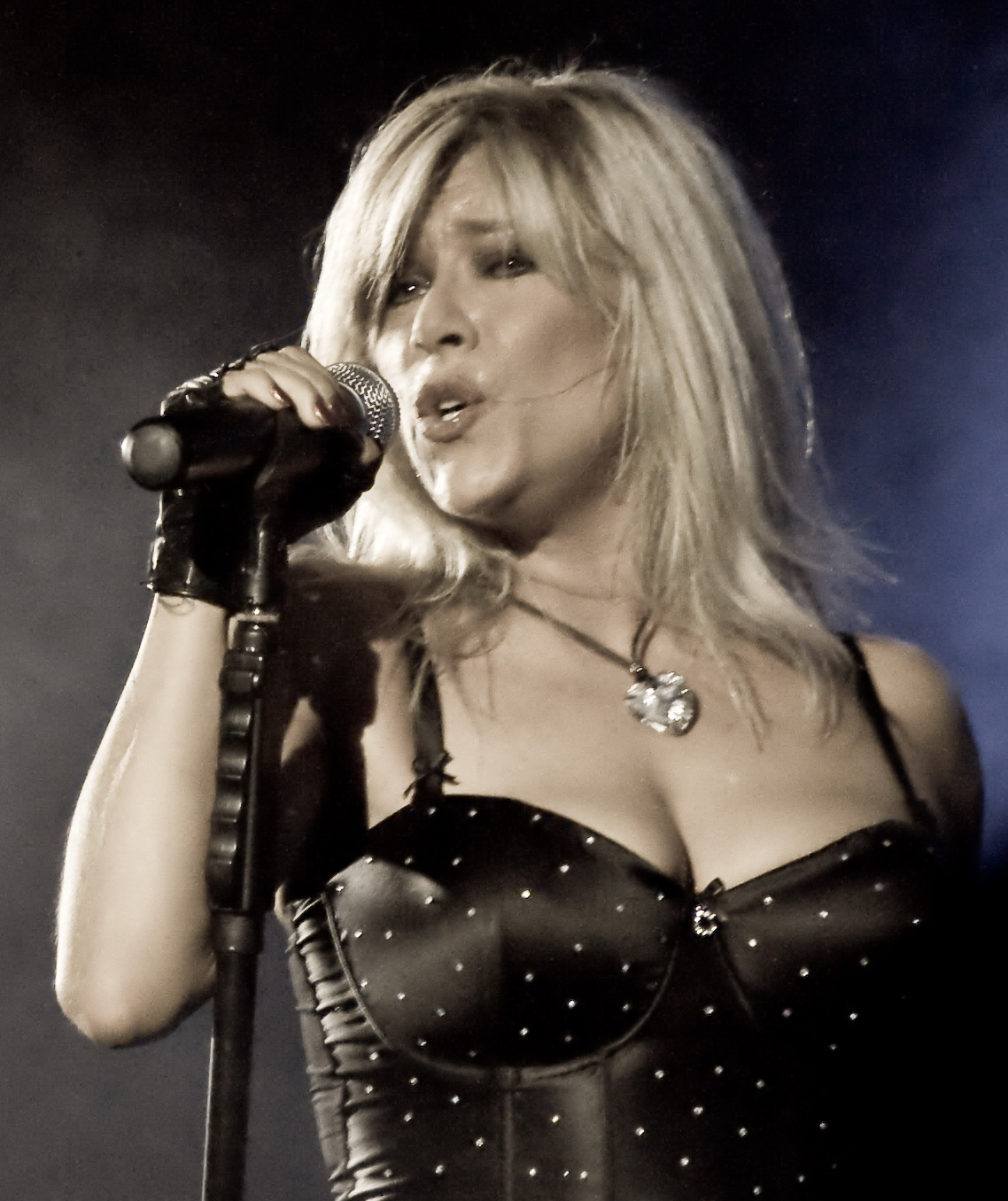
Samantha Fox (* 1966)

- Fox, Samson (1838–1903), britischer Ingenieur, Industrieller und Philanthrop
- Fox, Scott (* 1987), schottischer Fußballtorwart
- Fox, Sean Ryan (* 2001), US-amerikanischer Schauspieler
- Fox, Sheldon (1930–2006), US-amerikanischer Architekt
- Fox, Sidney (1907–1942), US-amerikanische Schauspielerin
- Fox, Sidney W. (1912–1998), US-amerikanischer Biochemiker
- Fox, Spencer (* 1993), US-amerikanischer Musiker, Synchronsprecher und Schauspieler
- Fox, Stan (1952–2000), US-amerikanischer Rennfahrer
- Fox, Sylvan (1928–2007), US-amerikanischer Journalist, Buchautor und Pulitzer-Preisträger
- Fox, T. J. (* 1984), US-amerikanischer Eishockeyspieler
- Fox, Tania (* 1993), ukrainisch-US-amerikanische Schauspielerin, Pornodarstellerin, Webcam-Model und Erotikmodel
- Fox, Terry (1943–2008), US-amerikanischer Aktionskünstler, Maler und Bildhauer
- Fox, Terry (1958–1981), kanadischer Sportler und KrebsaktivistTerry Fox (1958–1981)

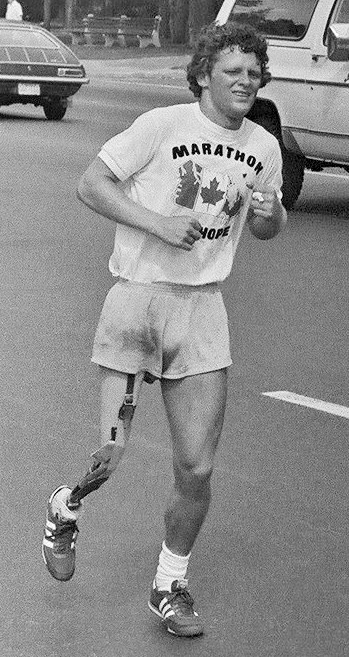
Terry Fox (1958–1981)

- Fox, Tiger Jack (1907–1954), US-amerikanischer Halbschwergewichtsboxer und NYSAC-Weltmeister
- Fox, Toby (* 1991), US-amerikanischer Spieleentwickler und Videospiel-Komponist
- Fox, Tom (1951–2006), US-amerikanischer Friedensaktivist
- Fox, Uffa (1898–1972), britischer Yachtkonstrukteur und Werftbesitzer
- Fox, Ulrich (1937–2012), deutscher Sachbuchautor, Heimatforscher und Bundesverdienstkreuzträger
- Fox, Ulrich (* 1944), deutscher Bildhauer und Graphiker
- Fox, Ursula (* 1938), deutsche Ökonomin, Sachbuchautorin und Bundesverdienstkreuzträgerin
- Fox, Vicente (* 1942), mexikanischer Politiker und Präsident von Mexiko
- Fox, Victor (* 2000), deutscher Jazzmusiker (Saxophon, Bassklarinette)
- Fox, Vinzenz (1859–1931), österreich-ungarischer General
- Fox, Virgil (1912–1980), US-amerikanischer Organist
- Fox, Virginia (1902–1982), US-amerikanische Stummfilmschauspielerin
- Fox, Vivica (* 1964), US-amerikanische SchauspielerinVivica A. Fox (* 1964)

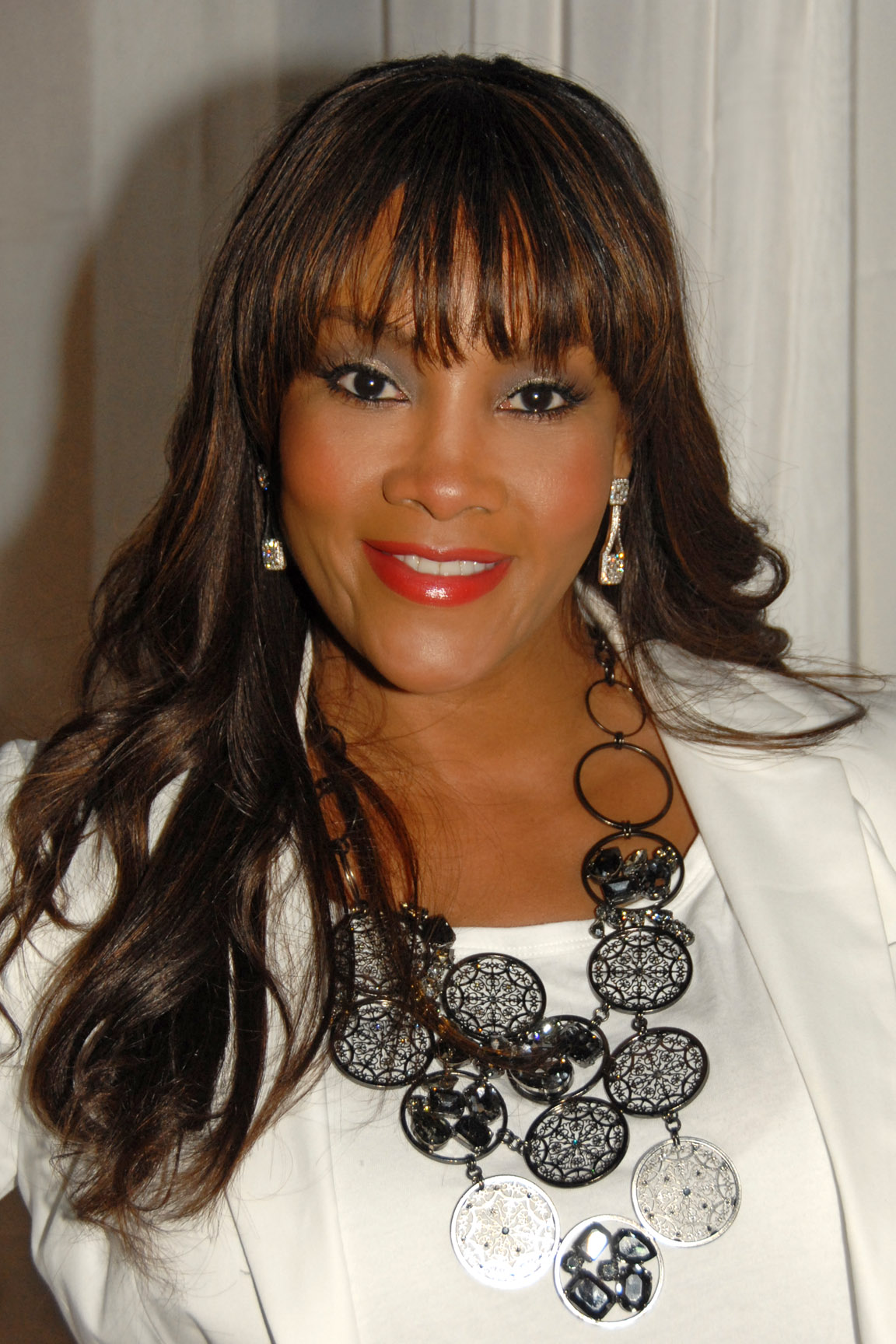
Vivica A. Fox (* 1964)

- Fox, Wade (1920–1964), US-amerikanischer Herpetologe
- Fox, William (1812–1893), englisch-neuseeländischer Politiker sowie der zweite Premierminister Neuseelands
- Fox, William (1879–1952), US-amerikanischer Filmproduzent (Gründer von 20th Century Fox)
- Fox, William (1911–2008), britischer Schauspieler und Schriftsteller
- Fox, William Darwin (1805–1880), englischer Geistlicher und Naturforscher
- Fox, William Johnson (1786–1864), englischer unitarischer Geistlicher, Publizist und Politiker, Mitglied des House of Commons
- Fox, William T R (1912–1988), US-amerikanischer Politikwissenschaftler und Hochschullehrer
- Fox, William Tilbury (1836–1879), englischer Hautarzt
- Fox, Yolande (1928–2016), US-amerikanische Sängerin, Fotomodell und Frauenrechtsaktivistin
- Fox-Düvell, Gisela (* 1946), deutsche Malerin und Graphikerin
- Fox-Jerusalmi, Myriam (* 1961), französische Kanutin
- Fox-Martin, Adaire (* 1964), irische Managerin und Vorstandsmitglied von SAP
- Fox-Pitt, William (* 1969), britischer Vielseitigkeitsreiter und mehrfacher Olympiateilnehmer
- Fox-Strangways, Charles Edward (1844–1910), britischer Geologe
- Fox-Strangways, William, 4. Earl of Ilchester (1795–1865), britischer Diplomat und Geologe

### Foxc
- Foxcroft, Ezekiel (1633–1674), britischer Theosoph

### Foxe
- Foxe, Hayden (* 1977), australischer Fußballspieler
- Foxe, John (1517–1587), englischer Schriftsteller
- Foxe, Tom (1937–2000), irischer Politiker
- Foxen, Alex (* 1991), US-amerikanischer Pokerspieler
- Foxen, Kristen (* 1986), kanadische Pokerspielerin
- Foxes (* 1989), britische MusikerinFoxes (* 1989)

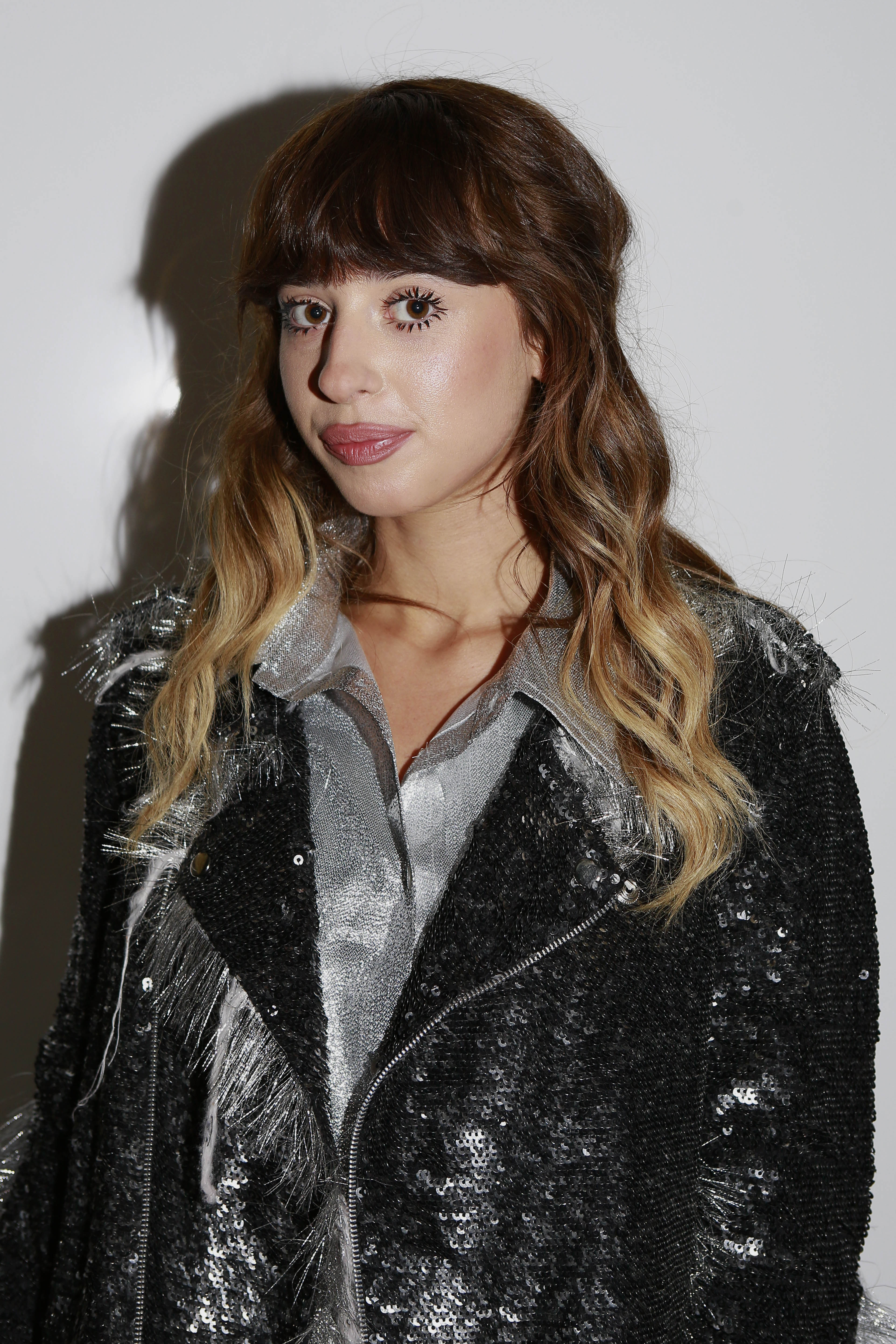
Foxes (* 1989)

### Foxh
- Foxhall, Lin (* 1961), britische Archäologin und Althistorikerin
- Foxhoven, Danielle (* 1989), US-amerikanische Fußballspielerin

### Foxi
- Foxius, Armin (* 1949), deutscher Lehrer und Schriftsteller

### Foxl
- Foxley, Alejandro (* 1939), chilenischer Senator und Minister
- Foxley, Barbara (1860–1958), englisch-britische Pädagogin und Frauenwahlrechtsaktivistin
- Foxley, Janet, britische Kinderbuchautorin
- Foxley, Ray (1928–2002), britischer Jazzmusiker
- Foxley-Norris, Christopher (1917–2003), britischer Offizier der Luftstreitkräfte des Vereinigten Königreichs

### Foxm
- Foxman, Abraham (* 1940), US-amerikanischer Jurist und Verbandsfunktionär

### Foxt
- Foxton, Bruce (* 1955), britischer Musiker

### Foxw
- Foxworth, Jaimee (* 1979), US-amerikanische Schauspielerin
- Foxworth, Robert (* 1941), US-amerikanischer Schauspieler und Synchronsprecher
- Foxworthy, Jeff (* 1958), US-amerikanischer Komiker und Fernsehmoderator

### Foxx
- Foxx, Anthony (* 1971), US-amerikanischer Politiker
- Foxx, Inez (1937–2022), US-amerikanische Sängerin
- Foxx, Jamie (* 1967), US-amerikanischer Schauspieler, Musiker und KomikerJamie Foxx (* 1967)

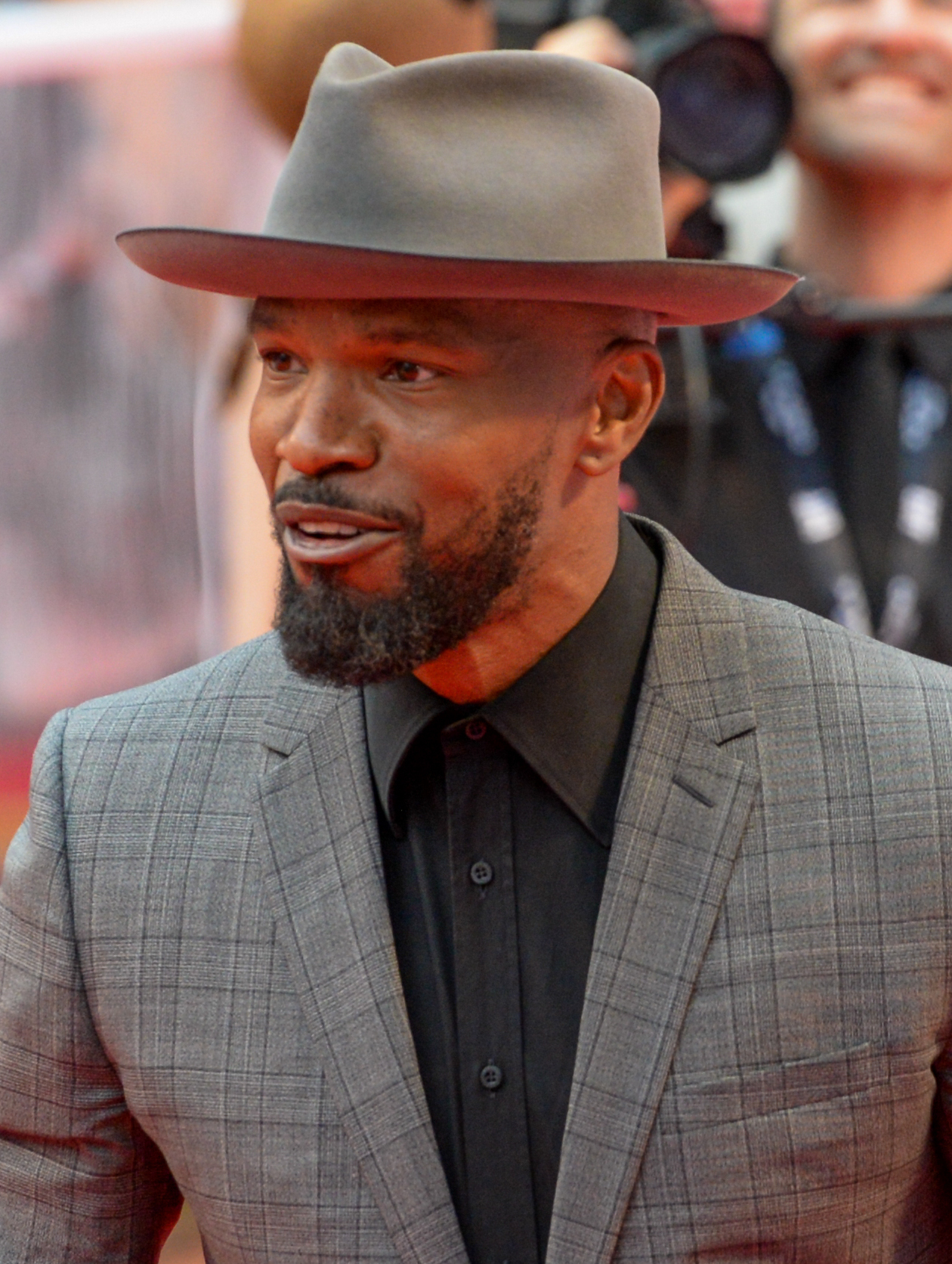
Jamie Foxx (* 1967)

- Foxx, Jimmie (1907–1967), US-amerikanischer Baseballspieler
- Foxx, John (* 1948), britischer Musiker und Grafikdesigner
- Foxx, Ray (* 1985), britischer DJ
- Foxx, Tara Lynn (* 1990), US-amerikanische Pornodarstellerin
- Foxx, Virginia (* 1943), US-amerikanische Politikerin
- Foxxx, Ana (* 1988), US-amerikanische Pornodarstellerin